# Pont du Diable

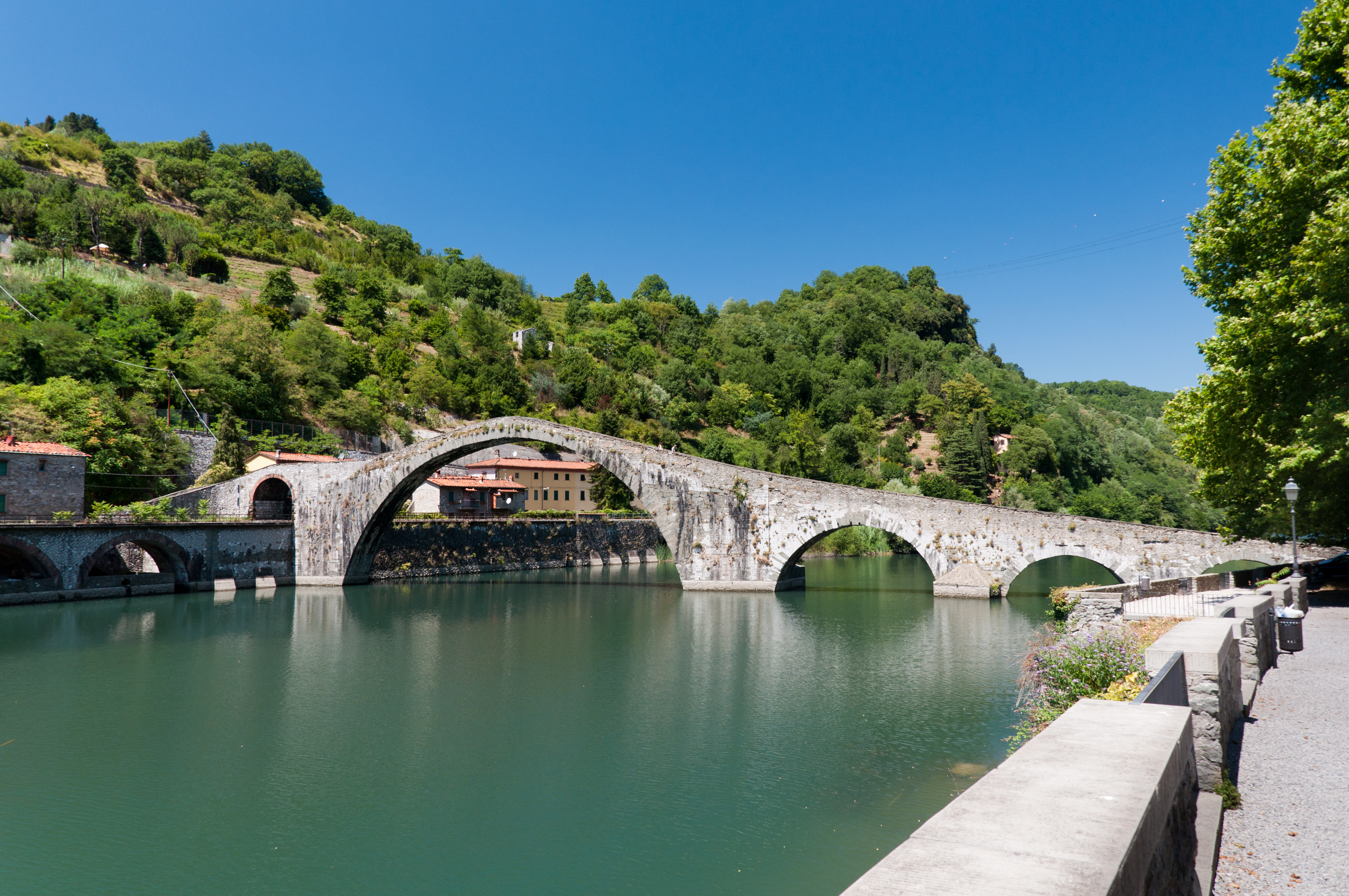
Ponte del Diavolo (ou Ponte della Maddalena), Borgo a Mozzano (Toscane), Italie.

Le pont du Diable est un terme désignant plusieurs dizaines d'anciens ponts qui, dans le folklore local, auraient été construits soit par le diable, soit par son aide, ou dans certains cas sans respecter ses désirs.
On trouve les ponts du Diable principalement en Europe. Généralement des ponts en arc datant de l'époque médiévale, ils représentent souvent une réussite technologique significative.

## Légendes

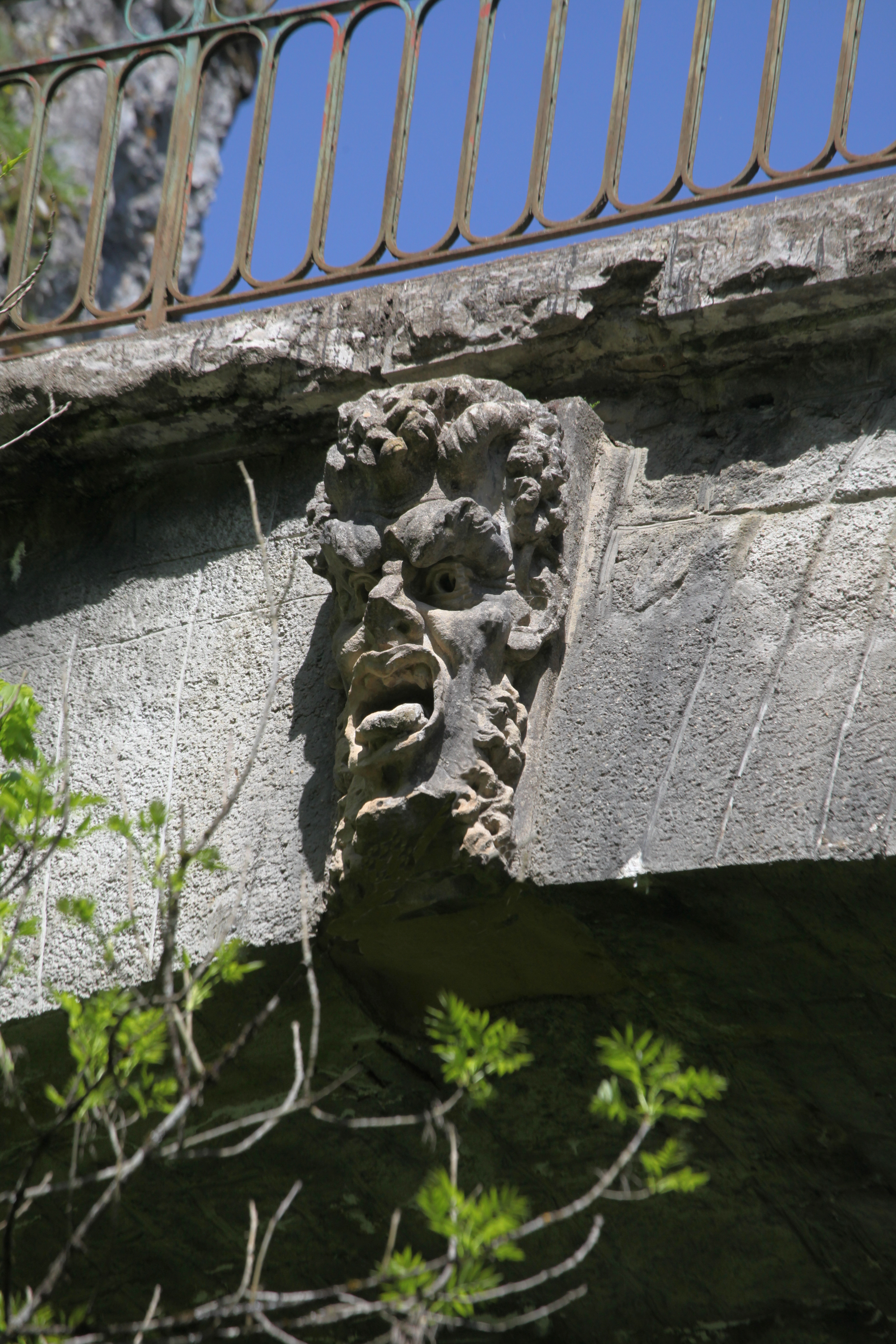
Sculpture à la clé de voute sur le pont du Diable du Doubs.

Les ponts du Diable sont suffisamment nombreux pour que les légendes qui s'y rapportent forment une catégorie à part entière de la classification Aarne-Thompson (numéro 1191).
Dans une version de la légende, un personnage réalise un pacte avec le Diable afin de construire un pont qu'il ne peut réaliser seul. Le diable accepte de construire le pont, mais exige en retour la première âme qui le traverse. Le pont est construit (généralement en une seule nuit), mais le diable est trompé, de différentes manières suivant les versions (ex. : les hommes font traverser le pont en premier à un animal). À la suite de cette tromperie, le diable se jette souvent dans l'eau depuis le pont. Dans d'autres versions, le diable s'est engagé à bâtir le pont en une seule nuit, avant le lever du jour : on fait chanter un coq ; le diable, croyant que le jour se lève, lâche la dernière pierre et disparaît. En général, cette dernière pierre manque toujours.
Une autre version présente le constructeur du pont et le diable comme des adversaires ; le pont est alors bâti contre les éléments.
En Pays basque, le pont de Licq-Athérey fait l'objet d'une légende identique, mais le diable est remplacé par les Laminak.

## Liste

### Algérie
- Pont du diable, Constantine.

### Allemagne
- Rakotzbrücke dans le parc de Kromlau à Gablenz en Saxe ;
- Steinerne Brücke à Ratisbonne ;
- Teufelsbrück (« pont du diable ») à Hambourg.

### Belgique
- Le pont du diable, Chaudfontaine
- Le pont du diable, Parc de Woluwe

### Bulgarie

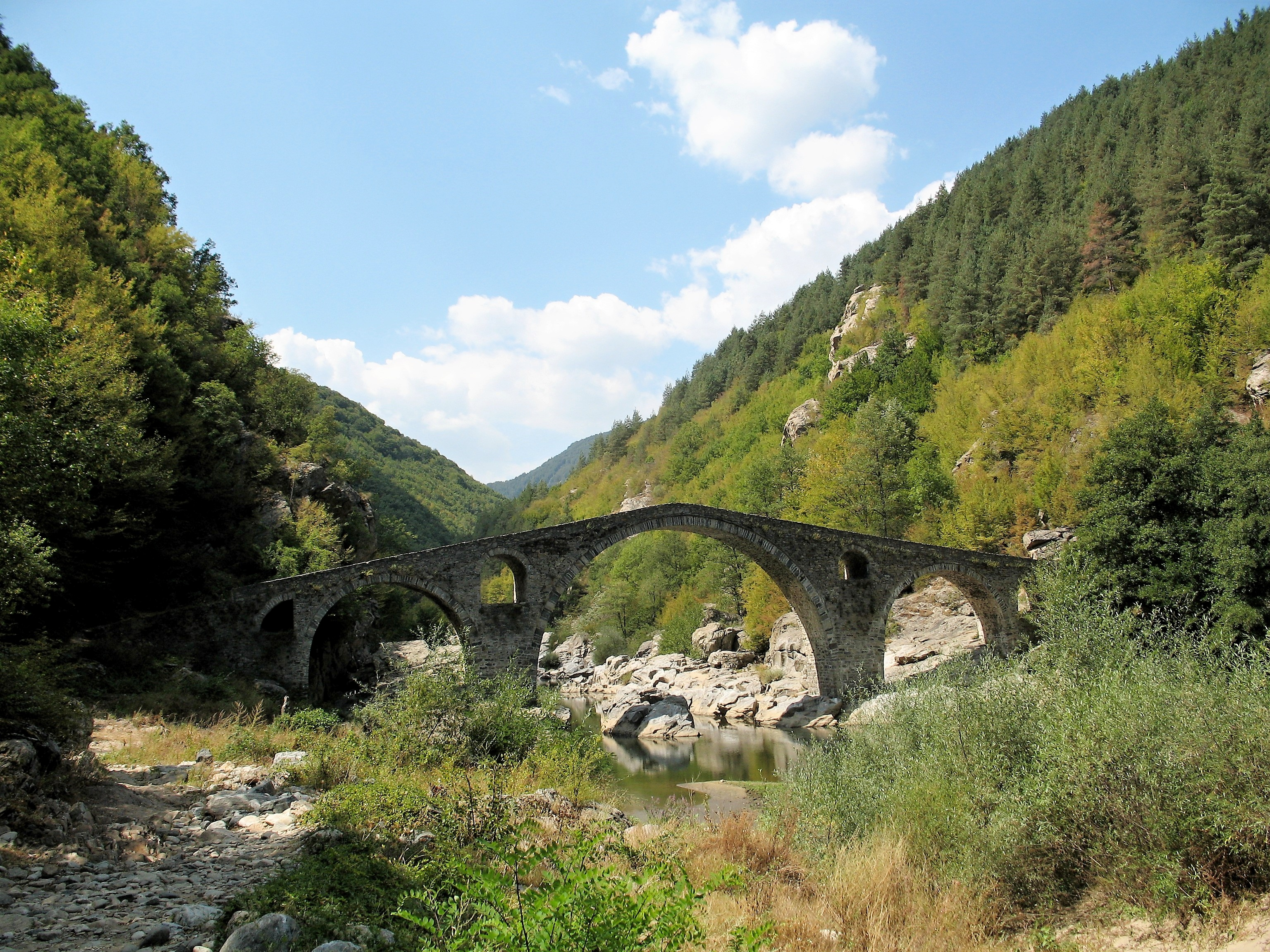
Le Dyavolski most en 2009.

- Dyavolski most (bg) (Дяволски мост), près d'Ardino.

### Chili
- Puente del Diablo, Chiu Chiu.

### Colombie
- Puente del Común, Bogotá-Chia[1].

### Costa Rica
- Puente de Piedra, San Ramón.

### Espagne
- Pont del Diable, Martorell ;
- Pont del Diable, Cardona ;
- Deabruaren zubia, Barakaldo ;
- Pont del Diable, Tarragone ;
- Puente del Diablo, hameau de San Miguel de Pedroso près de Belorado ;
- Pont del Diable a Tresponts, Fígols i Alinyà ;
- Aqueduc de Ségovie (lié à la légende des ponts du Diable).

### Estonie
- Kuradisild, Tartu

### France
Près de 169 ponts du Diable sont actuellement identifiés en France[réf. nécessaire]. Ce travail d'inventaire, qui est encore en cours, est effectué sur la base de données géographiques, historiques, ethnologiques et bien évidemment selon les légendes connues localement. Certains de ces ouvrages d'art ont disparu ou ont été reconstruits.
Ain
- Pont du Diable, Châtillon-sur-Chalaronne[2] ;
- Pont du Diable, Chézery-Forens[3] ;
- Pont du Diable, Pont-de-Veyle et Laiz ;
- Pont de la Dangereuse, Vieu.

Aisne
- Pont du Diable, Soissons.

Allier
- Pont du Diable, Avermes ;
- Pont, Cosne-d'Allier.

Hautes-Alpes
- Pont d'Asfeld[réf. nécessaire], Briançon ;
- Pont des Oules ou pont du diable[réf. nécessaire], La Chapelle-en-Valgaudémar[4].

Alpes-Maritimes
- Viaduc d’Èze, dit Pont du Diable[5], Èze ;
- Pont du Diable du hameau d'Estenc, Saint-Martin-d'Entraunes[6],[7] ;
- Pont du Diable, Saorge.

Ardèche
- Pont Romain (Pont du Diable ?)[réf. souhaitée] de Neyrac-les-Bains, Meyras[8] ;
- Pont du Diable, Saint-Péray[9],[10] ;
- Pont du Diable, Thueyts.

Ardennes
- Pont, Rilly-sur-Aisne.

Ariège
- Pont d'Ourjout du hameau éponyme, Les Bordes-sur-Lez[réf. nécessaire] ;
- Pont du Diable ou pont Saint-Antoine, Mercus-Garrabet et Montoulieu ;
- Pont, Orlu ;
- Pont du Diable, Saint-Lizier[11].

Aude
- Pont du Diable, Alet-les-Bains ;
- Pont du Diable ou lé poun dal diablé[12], Alzonne et Montréal ;
- Pont du Diable, Lagrasse.

Aveyron
- Pont du Diable ou pont des Infornats[13], Bor-et-Bar et Jouqueviel (Tarn)[14] ;
- Pont de Bonnecombe dit Pont du Diable, Comps-la-Grand-Ville[15],[16] ;
- Pont du Diable, Tournemire[17].

Calvados
- Pont du Diable, Étouvy.

Cantal
- Pont du Diable, Champs-sur-Tarentaine-Marchal[18] ;
- Moulin du Pont du Diable ou Moulin d’Auberoque, Ladinhac et Leucamp[19].

Charente-Maritime
- Pont du Diable, Saint-Palais-sur-Mer.

Cher
- Pont Galantin, Feux et Herry ;
- Pont du Diable, Saint-Outrille et Graçay.

Corrèze
- Pont du Diable, Chamberet.

Haute-Corse
- Pont du Diable du hameau de Ponte-Castirla, Castirla[20] ;
- Pont du Diavule, Santo-Pietro-di-Tenda - Sperenza[21].

Côte-d'Or
- Pont du Diable, Merceuil, Hameau de Cissey[réf. souhaitée].

Creuse
- Pont du Diable, Anzême ;
- Pont Charraud, Crozant.

Doubs
- Pont du Diable, Crouzet-Migette et Sainte-Anne ;
- Pont du Diable (rue), Villers-le-Lac.

Eure
- Pont du Diable, Pont-de-l'Arche[22].

Finistère
- Pont du Diable, Île de Sein[réf. souhaitée] ;
- Pont, Lampaul ;
- Pont Neuf dit Pont du Diable, Locunolé[23] ;
- Pont Christ, Plouescat, Kernic[réf. souhaitée] ;
- Lignes de pierres nommées Pont-du-Diable, Plougastel-Daoulas[24] ;
- Pont Krac'h, Pont-Grach, « Pont an Diaoul » ou Pont du Diable, entre Lannilis et Plouguerneau sur l'Aber-Wrac'h[25],[26] ;
- Pont Christ, Plounéventer[réf. souhaitée] ;
- La clairière du Pont du Diable, Quimperlé[27].

Gard
- Pont du Diable, Bagnols-sur-Cèze ;
- Pont du Diable, Nîmes ;
- Pont du Gard, Vers-Pont-du-Gard.

Haute-Garonne
- Pont du Diable, Grenade ;
- Pont du Diable, sur le Volp entre Saint-Christaud et Gensac-sur-Garonne.

Gironde
- La main du Diable, Lugos.

Hérault
- Pont du Diable, Sète - La corniche ;
- Pont du Diable, Olargues ;
- Pont du Diable, Aniane et Saint-Jean-de-Fos ;
- Pont du Diable, Villemagne-l'Argentière.

Ille-et-Vilaine
- Pont du Diable, Saint-Lunaire.

Indre-et-Loire
- Pont du Diable, Chinon.

Isère
- Pont du Diable, Cessieu ;
- Pont du Diable, La Chapelle-du-Bard et Arvillard (Savoie) ;
- Pont du Diable, Saint-Christophe-en-Oisans.

Jura
- Pont de Lison, Lavans-lès-Saint-Claude - Hameau de Ponthoux ;
- Pont de Saillard, Morbier ;
- Pont du Diable, Saint-Claude.

Loir-et-Cher
- Pont du Diable, Valloire-sur-Cisse - Hameau de Chouzy.

Loire
- Pont du Diable, Bonson ;
- Pont au Diable, Pouilly-sous-Charlieu ;
- Pont du Diable, Saint-Georges-en-Couzan ;
- Pont du Diable, Saint-Marcellin-en-Forez ;
- Pont du Diable, Soleymieux, Saint-Jean-Soleymieux et Margerie-Chantagret ;
- Pont du Diable, Ouches et Riorges.

Haute-Loire
- Pont du Sablon, Beaux ;
- Pont du Diable, Saint-Privat-d'Allier ;
- Pont du Diable, Saint-André-de-Chalencon ;
- Ancien pont, Vieille-Brioude.

Loire-Atlantique
- Pont du Diable, Batz-sur-Mer ;
- Pont du Diable (avenue du), Clisson ;
- Pont du Diable (avenue du), Divatte-sur-Loire ;
- Pont de l'Ouen, Haute-Goulaine et Loroux-Bottereau ;
- Pont du Diable, La Bernerie-en-Retz ;
- Pont du Diable, Pornic.

Loiret
- Pont, Beaugency ;
- Pont du Diable, Malesherbes.

Lot
- Pont Valentré ou Pont du Diable[28], Cahors.

Maine-et-Loire
- Pont Renault, Liré.

Manche
- Pont du Diable, Gouvets ;
- Pont du Diable, en limite des communes de Romagny et de Le Neufbourg situées près de Mortain.

Marne
- Pont du Diable, Montmirail.

Mayenne
- Pont d'Aron, Aron ;
- Pont, Brecé - Hameau d'Avaugourt.

Meurthe-et-Moselle
- Pont du Diable, Pont-à-Mousson.

Meuse
- Pont du Diable, Lisle-en-Rigault - Hameau de Jean d'Heurs.

Morbihan
- Pont du Diable, Belz, dit aussi Pont de Saint-Cado ;
- Pont, Saint-Servant - Hameau de Saint-Gobrien ;
- Pont du Diable, Séné.

Moselle
- Pont du Diable, Jouy-aux-Arches.

Nièvre
- Le pont au Diable, Dornecy ;
- Pont du Diable, Villiers-sur-Yonne - Hameau de Creux.

Nord
- Pont des Douze Diables, Les Moëres ;
- Pont du Diable, Roubaix - Exposition Luna Park 1911.

Pas-de-Calais
- Pont, Calonne-Ricouart et Camblain-Châtelain ;
- Pont du Diable, Sibiville.

Puy-de-Dôme
- Pont de la Chicane, Mazoires ;
- Pont du Diable, Olliergues et Tours-sur-Meymont ;
- Pont du Moulin, Pontgibaud ;
- Pont du Diable, Saint-Germain-l'Herm et Saint-Genès-la-Tourette.

Pyrénées-Atlantiques
- Pont du Diable, Biarritz ;
- Pont du Diable, Bidarray ;
- Pont du Diable, Escout et Oloron-Sainte-Marie ;
- Pont du Diable, Espès-Undurein ;
- Pont des Laminaks, Licq-Athérey - Hameau de Licq ;
- Pont vieux, Orthez ;
- Pont du Diable, Saint-Martin-d'Arrossa ;
- Pont du Diable, Saint-Pée-sur-Nivelle ;
- Pont du Diable, Urdos.

Hautes-Pyrénées
- Pont du Diable, Montgaillard ;
- Pont du Diable, Saint-Pé-de-Bigorre ;
- Pont du Diable, Saint-Sever-de-Rustan.

Pyrénées-Orientales
- Pont du Diable, Céret.

Bas-Rhin
- Pont du Diable (rue), Lauterbourg ;
- Pont du Diable, Saverne - château du Haut-Barr.

Rhône
- Pont du Diable, Autet ;
- Pont du Diable, Saint-Igny-de-Vers.

Haute-Saône
- Pont du Diable à Échenoz-la-Méline.

Saône-et-Loire
- Pont du Diable, Toulon-sur-Arroux.

Savoie
- Pont du Diable, Arvillard et La Chapelle-du-Bard (Isère) ;
- Pont du Diable[29], Aussois et Avrieux ;
- Pont du Diable, Bellecombe-en-Bauges ;
- Pont du Diable, La Rochette ;
- Pont du Diable, Notre-Dame-de-Bellecombe et Crest-Voland ;
- Pont du Diable,  La Léchère - Hameau de Notre-Dame-de-Briançon ;
- Pont du Diable, Pralognan-la-Vanoise ;
- Pont du Diable, Valloire.

Haute-Savoie
- Pont de Banges, Allèves et Cusy ;
- Pont du Diable, Les Clefs - Hameau Le Cropt ;
- Pont de l'Abîme, Cusy et Gruffy ;
- Gorges du Pont-du-Diable, La Vernaz - Gorge étroite traversée par un pont naturel de rochers ;
- Pont du Diable, Mieussy ;
- Pont Naturel du Diable, Nancy-sur-Cluses ;
- Pont, Saint-Pierre-en-Faucigny - Hameau de Saint-Pierre-de-Rumilly ;
- Pont du Diable, Saint-Gervais-les-Bains[30].

Seine
- Pont Notre-Dame, Paris.

Seine-Maritime
- Pont de Coq, Ménerval et Saumont-la-Poterie.

Seine-et-Marne
- Pont du Diable, Combs-la-Ville et Brie-Comte-Robert ;
- Pont du Diable, Saint-Ouen-sur-Morin.

Yvelines
- Pont du Diable, Saint-Cyr-l'École.

Tarn
- Pont, Le Travet ;
- Pont de Luzières, Vabre, Ferrières et Le Bez.

Var
- Pont du Diable, Signes et Mazaugues.

Vaucluse
- Pont d'Avignon, Avignon.
- Pont du Diable sur le Trignon, Sablet.

Vendée
- Pont du Diable, Bretignolles-sur-Mer ;
- Pont du Diable, Commequiers ;
- La pierre plate, Les Brouzils ;
- Pont des Oullières, Mervent ;
- Pont d'Yeu, Notre-Dame-des-Monts ;
- Pont Sénard, Saint-Hilaire-de-Loulay.

Vienne
- Pont du Diable, Gençay.

Haute-Vienne
- Pont du Diable, Royères-Saint-Antoine.

Vosges
- Pont des Fées, Gérardmer et Xonrupt-Longemer ;
- Pont du Diable, Monthureux-sur-Saône.

Yonne
- Pont au Diable, Sens.

Hauts-de-Seine
- Pont de Breteuil, Saint-Cloud ;
- Pont de Seine, Saint-Cloud.

Val-de-Marne
- Pont du Diable, Ablon-sur-Seine.

Val-d'Oise
- La clairière du Pont du Diable, Saint-Leu-la-Forêt[31] ;
- Pont du Diable, Taverny.

Guadeloupe
- Pont du Diable de la Soufrière, Saint-Claude[32].

La Réunion
- Pont du Diable (Captage du), Le Tampon[33].

### Italie
- Pont du Diable, Ascoli Piceno, Marches ;
- Pont du Diable, Blera, Latium ;
- Pont du Diable, Vieux Pont ou pont Gobbo, Bobbio, Émilie-Romagne ;
- Pont du Diable ou pont de la Madeleine, Borgo a Mozzano, Toscane ;
- Pont du Diable, Garaguso, Basilicate ;
- Pont du Diable, Gualdo Cattaneo, Ombrie ;
- Pont du Diable, Cividale del Friuli, Frioul ;
- Pont du Diable (Ponte Vecchio), Dronero, Piémont ;
- Pont du Diable, Lanzo Torinese, Piémont ;
- Pont du Diable, Torcello, lagune de Venise.

### Pays-Bas
- Duivelsbrug, Breda.

### Portugal
- Ponte do Diabo, Misarela ;
- Ponte do Diabo, Vila Nova.

### Roumanie
- Moara Dracului ("Le moulin du Diable"), Câmpulung Moldovenesc.

### Royaume-Uni
- Devil's Bridge, Ceredigion, Pays de Galles ;
- Devil's Bridge, Kirkby Lonsdale, Cumbria ;
- Devil's Bridge, Horace Farm, Pennington Parish, Cumbria.

### Russie
- Pont du Diable - ligne Baïkal-Amour (BAM).

### Slovénie
- Hudičev most Bohinj, Slovénie ;
- Hudičev most, Tolmin, Slovénie.

### Suisse
- Teufelsbrücke, col du Saint-Gothard ;
- Tüfelsbrugg - Egg.

## Galerie

Ponts du Diable en France.
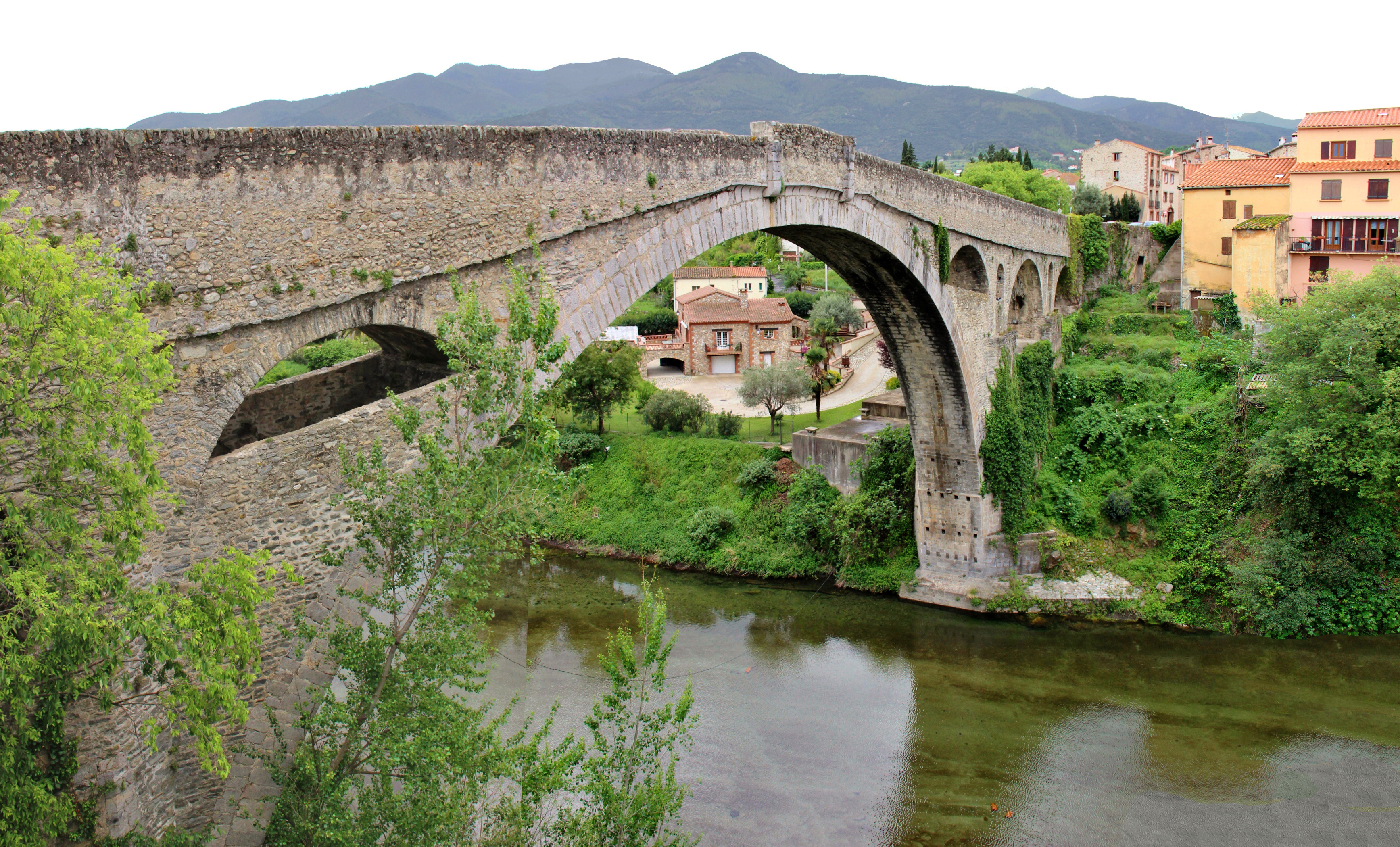
Pont du Diable, Céret.
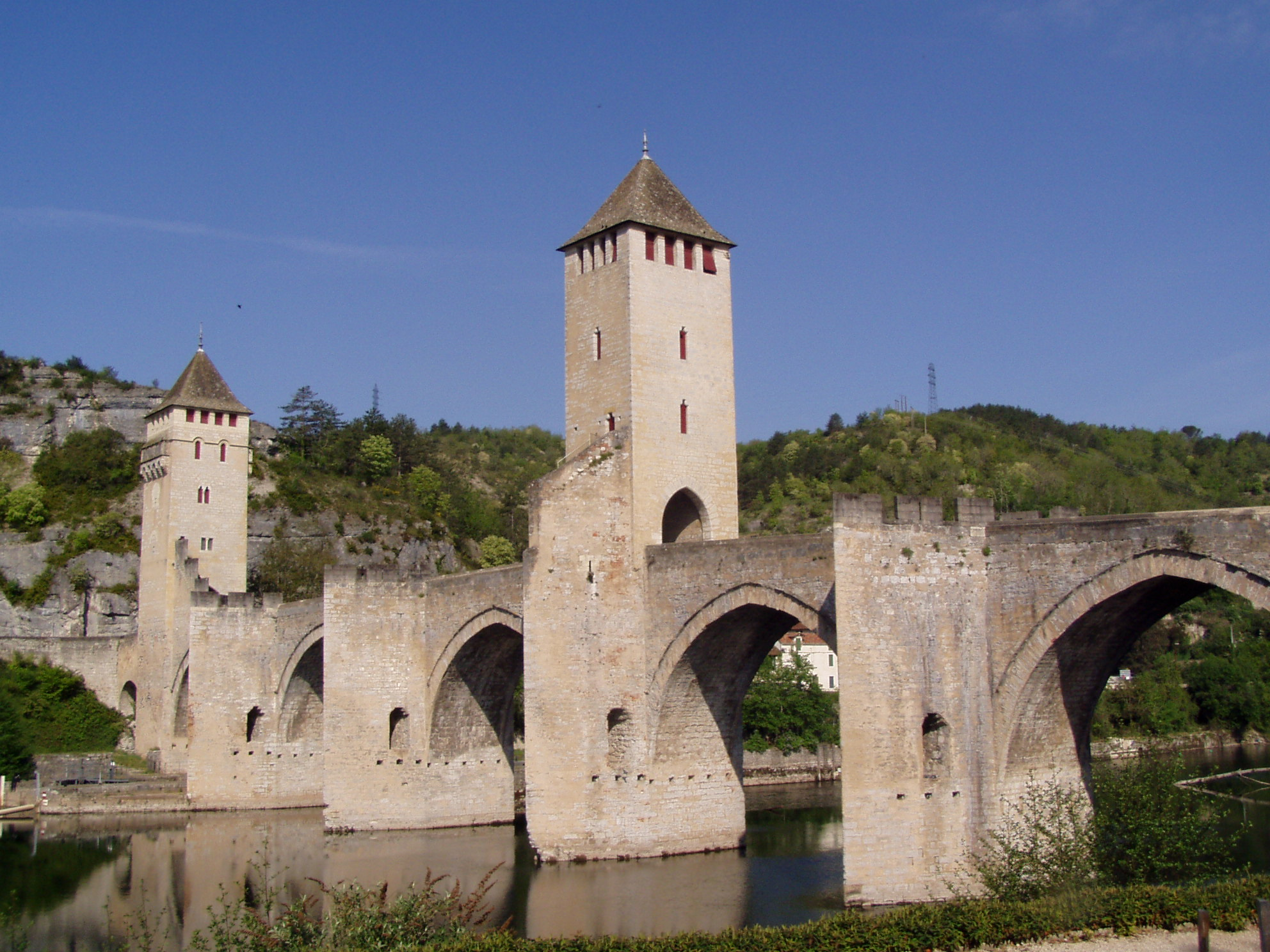
Pont Valentré, Cahors.
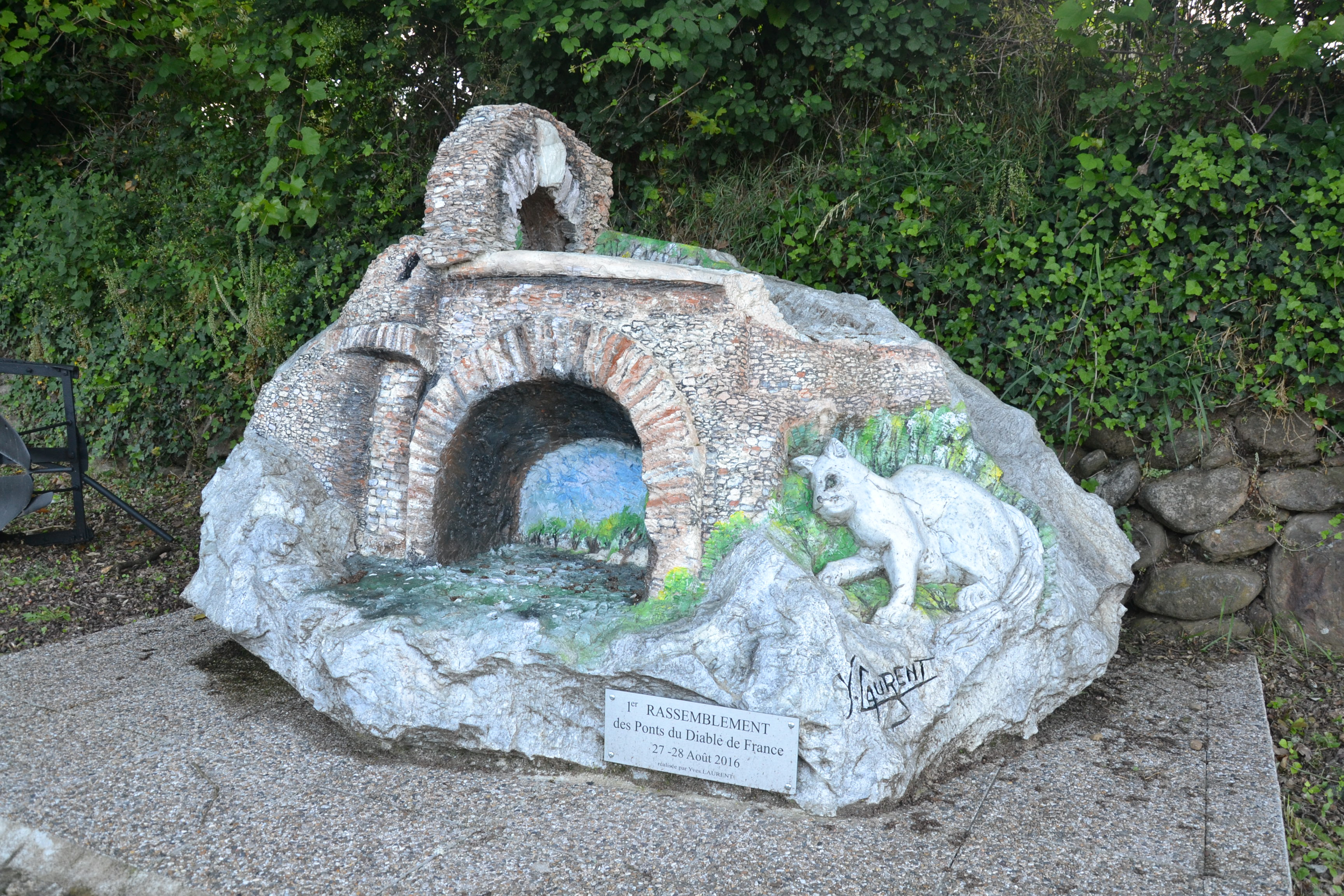
Sculpture commémorant le premier rassemblement festif des Ponts du Diable français à Montoulieu (Ariège) en août 2016.

Ponts du Diable dans les autres pays.
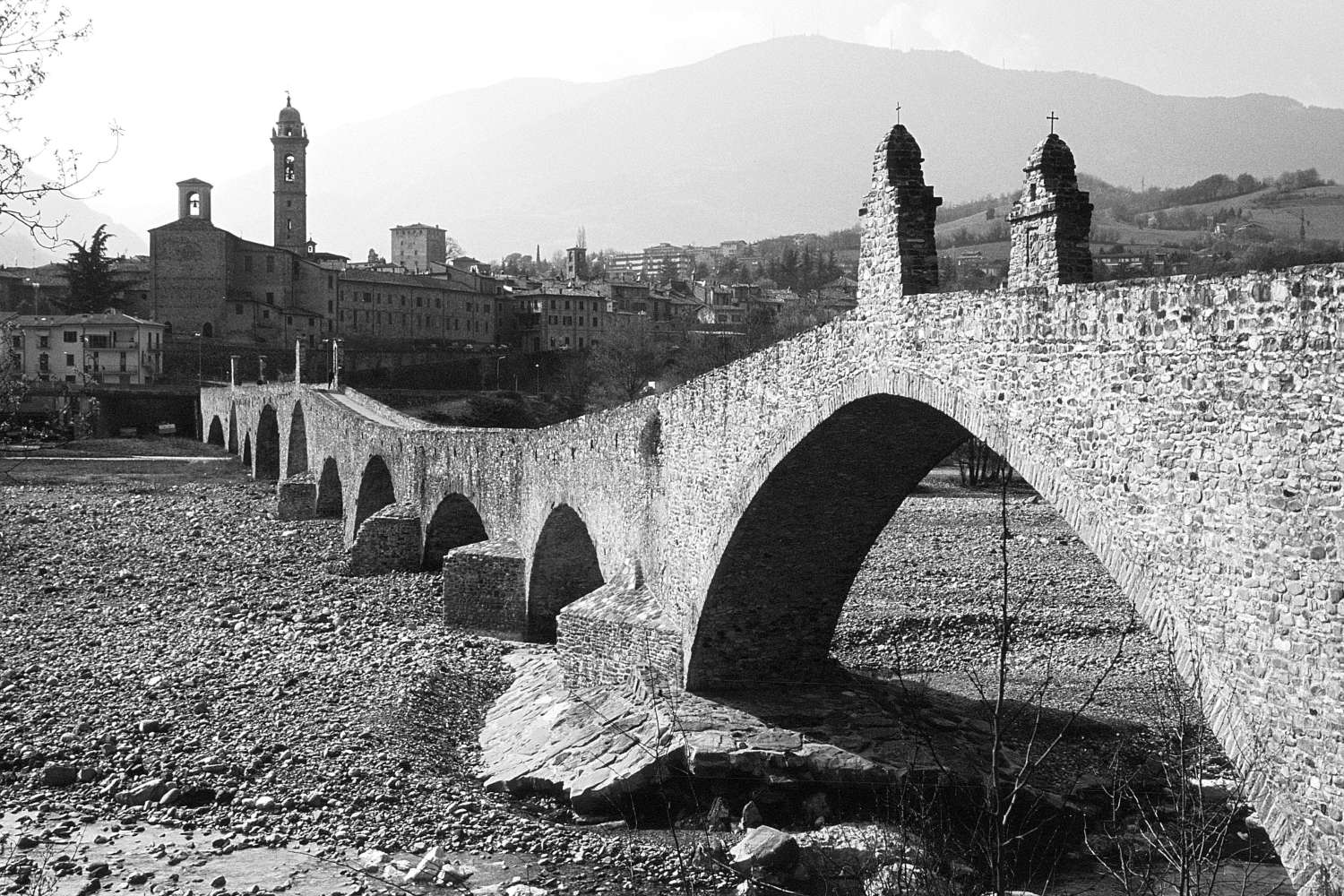
Ponte del Diavolo, Bobbio, Italie.
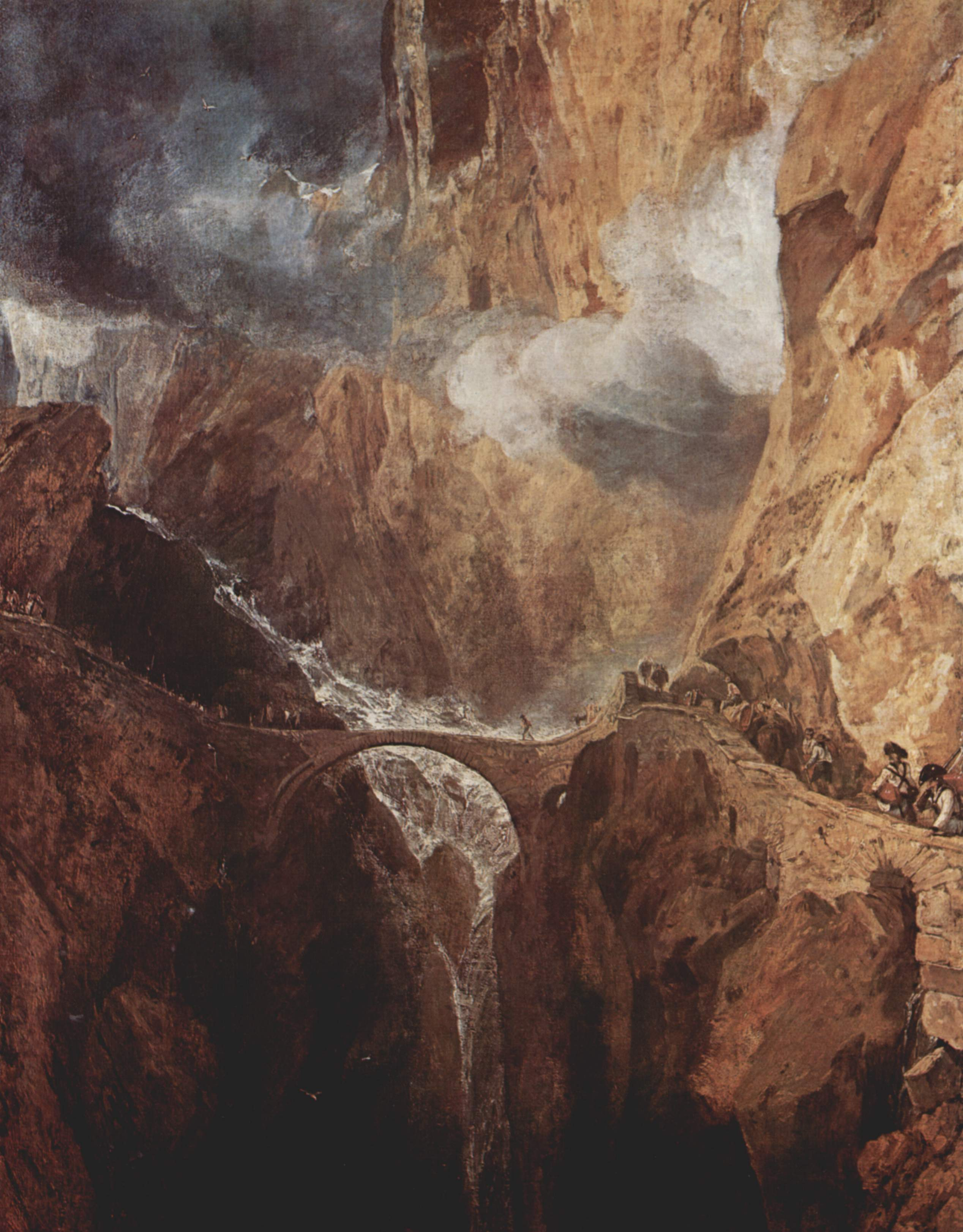
Le Teufelsbrücke du Saint-Gothard, par Turner.
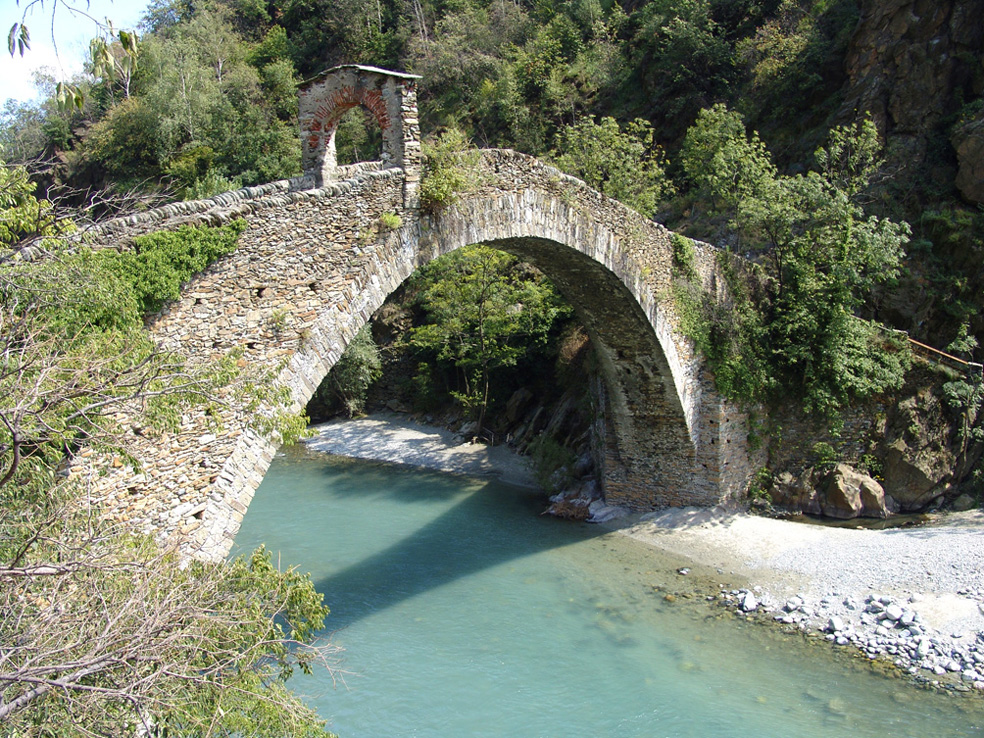
Ponte del Diavolo, Lanzo Torinese, Italie.
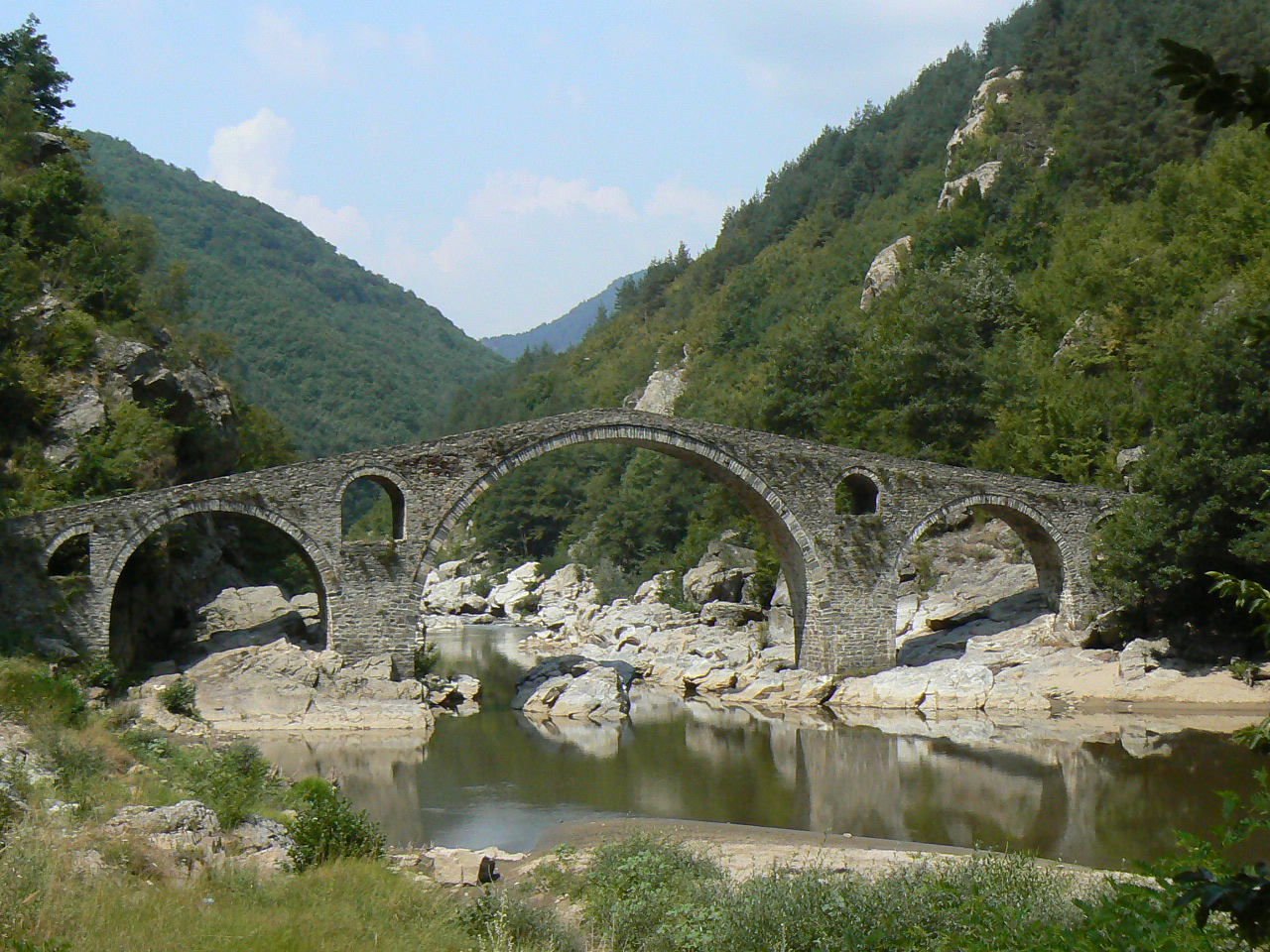
Dyavolski most, Bulgarie.
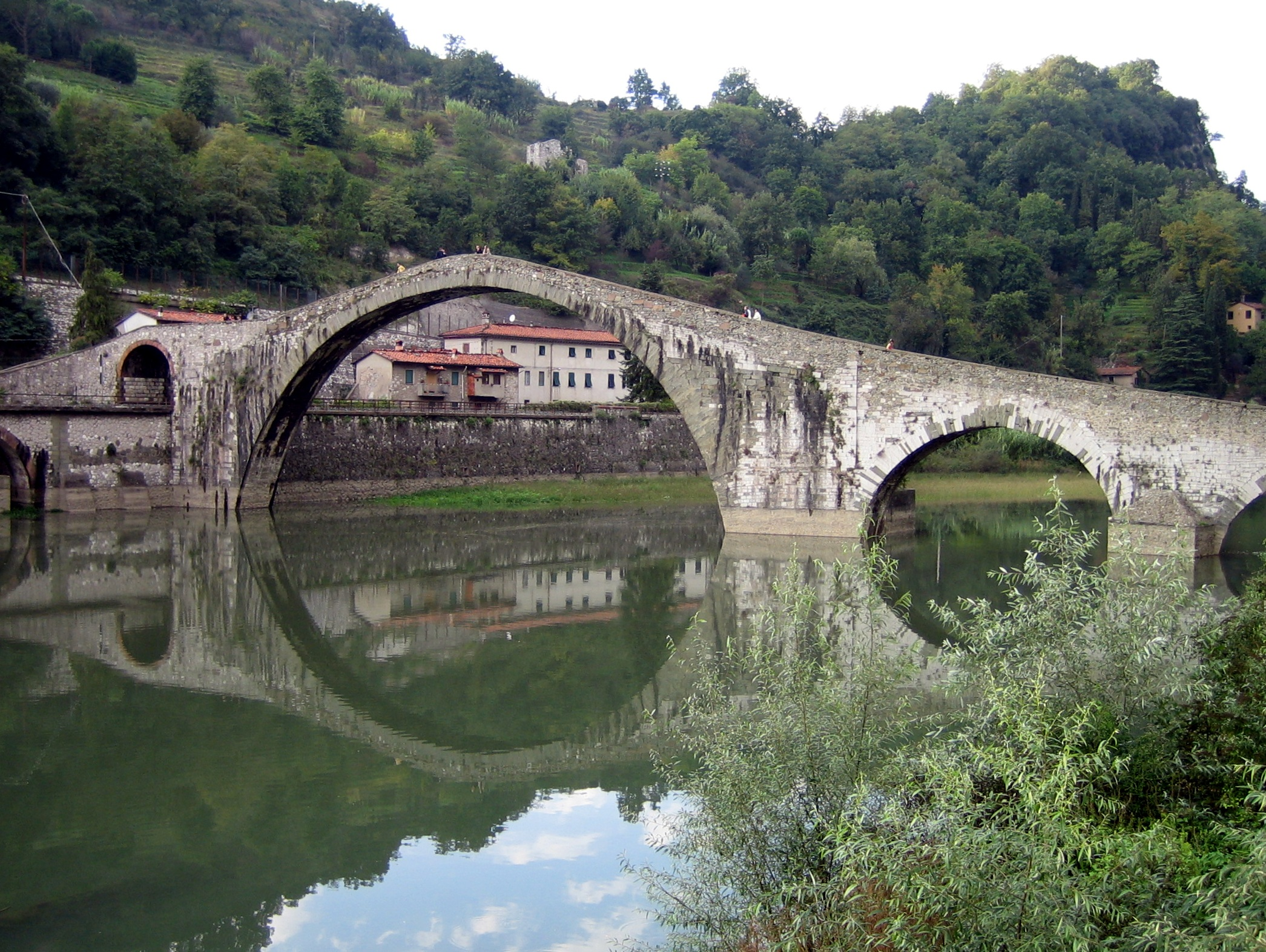
Pont de la Madeleine, Borgo a Mozzano, Italie.
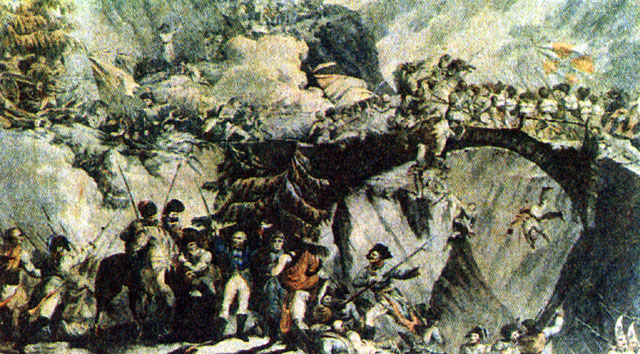
Souvorov traversant le pont du Diable, par Porter.
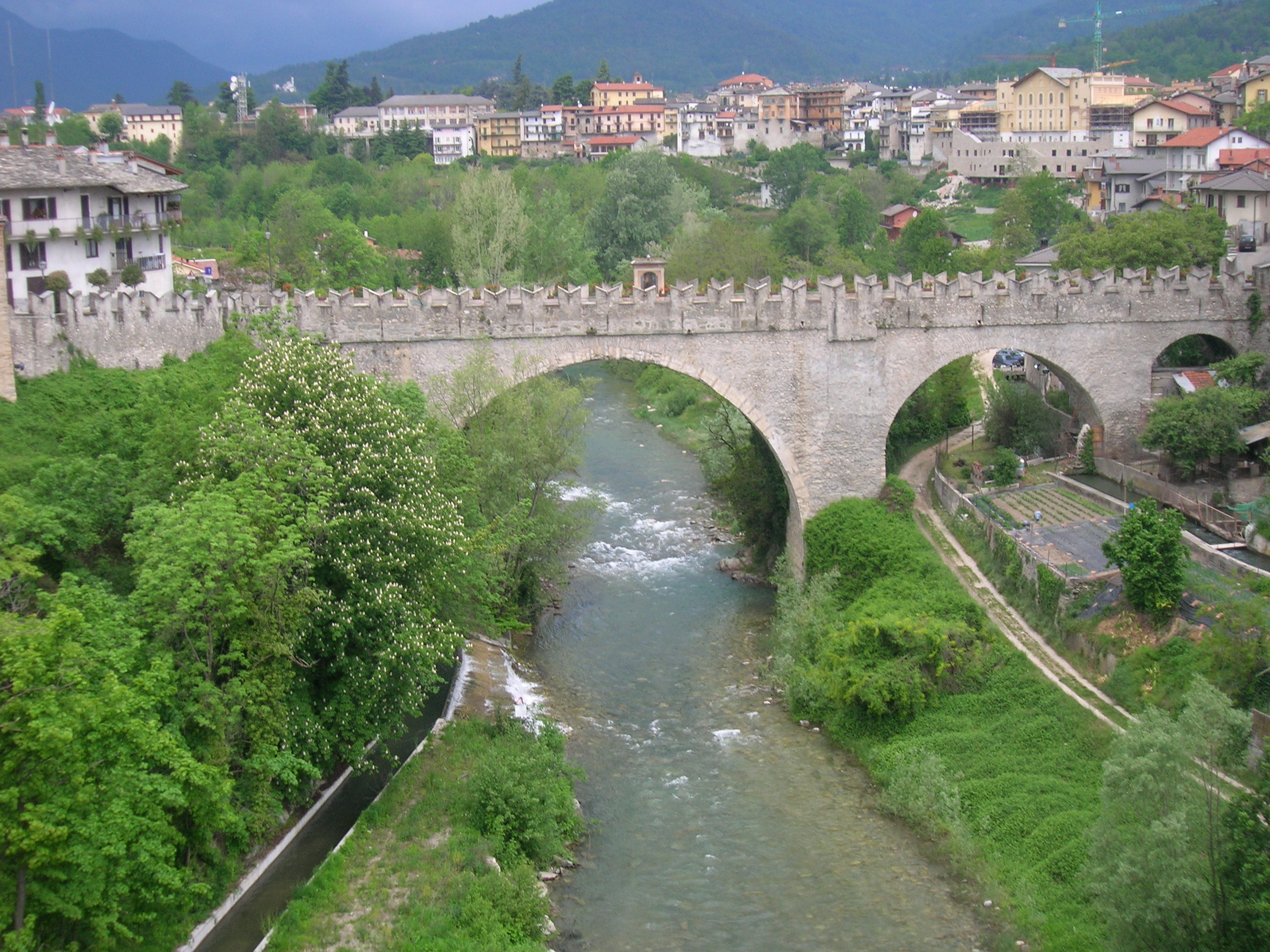
Ponte del Diavolo, Dronero, Italie.
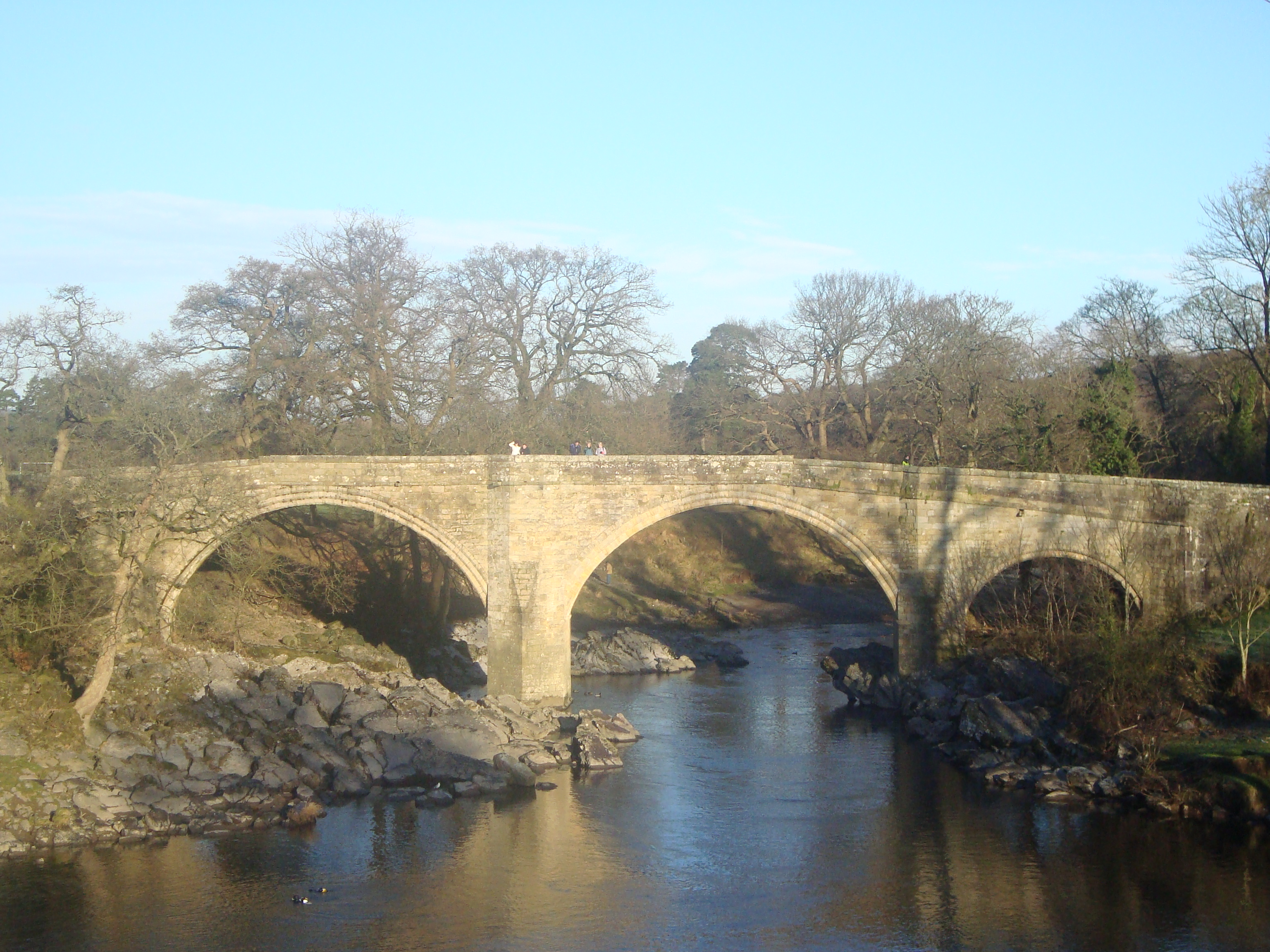
Devil's Bridge, Kirkby Lonsdale, Angleterre.
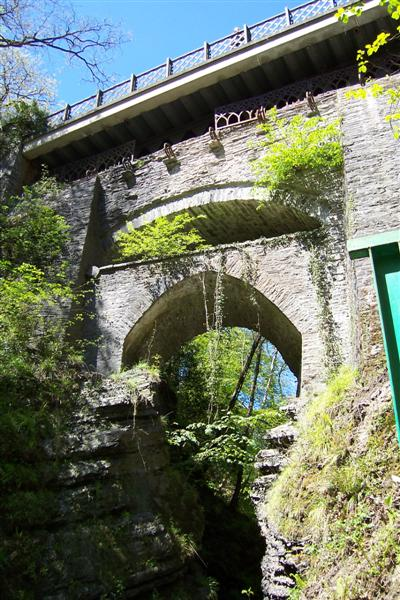
Ponts du Diable, Ceredigion, Pays des Galles.
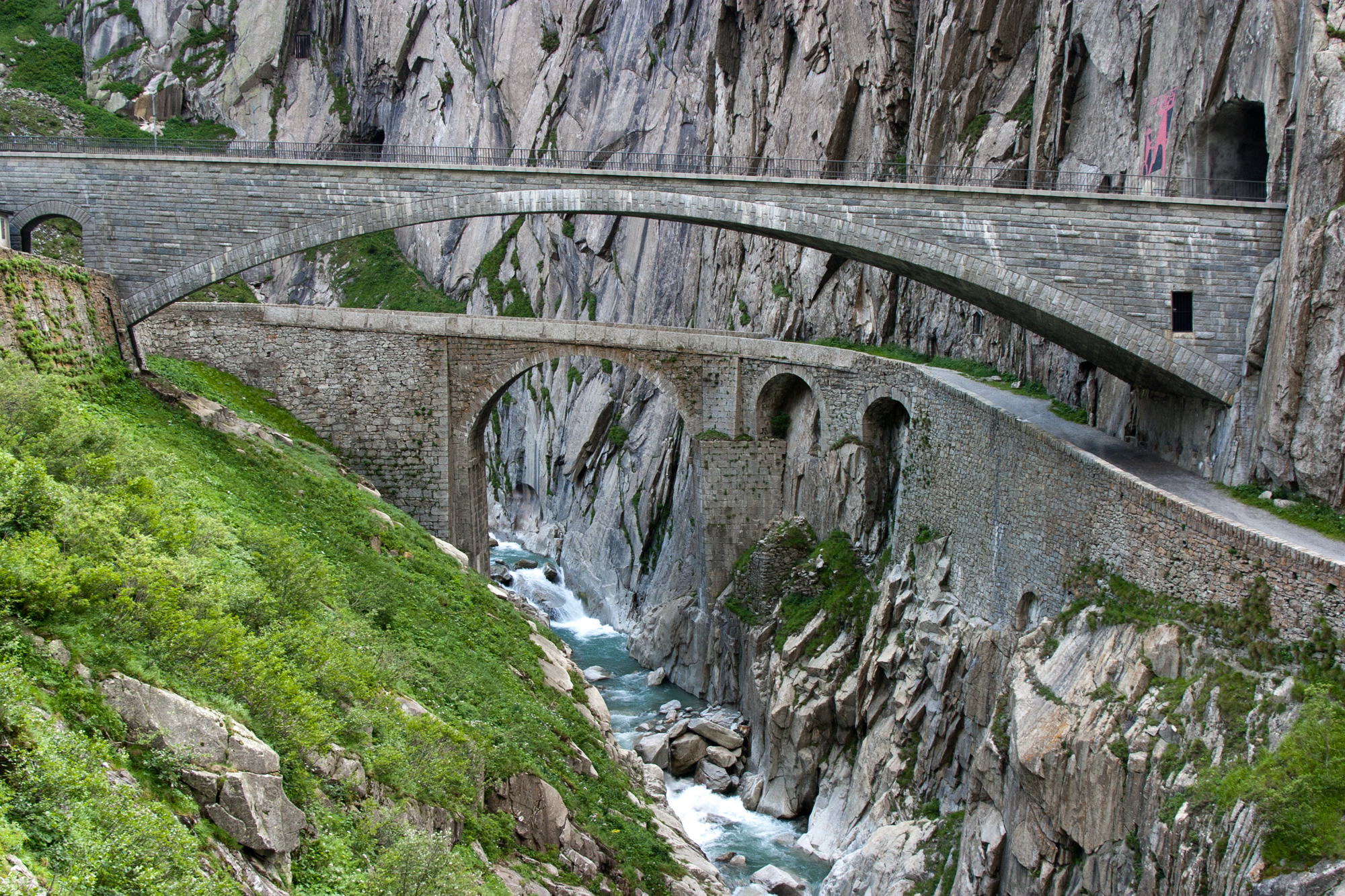
Teufelsbrücke sur le chemin du Saint-Gothard, Suisse.
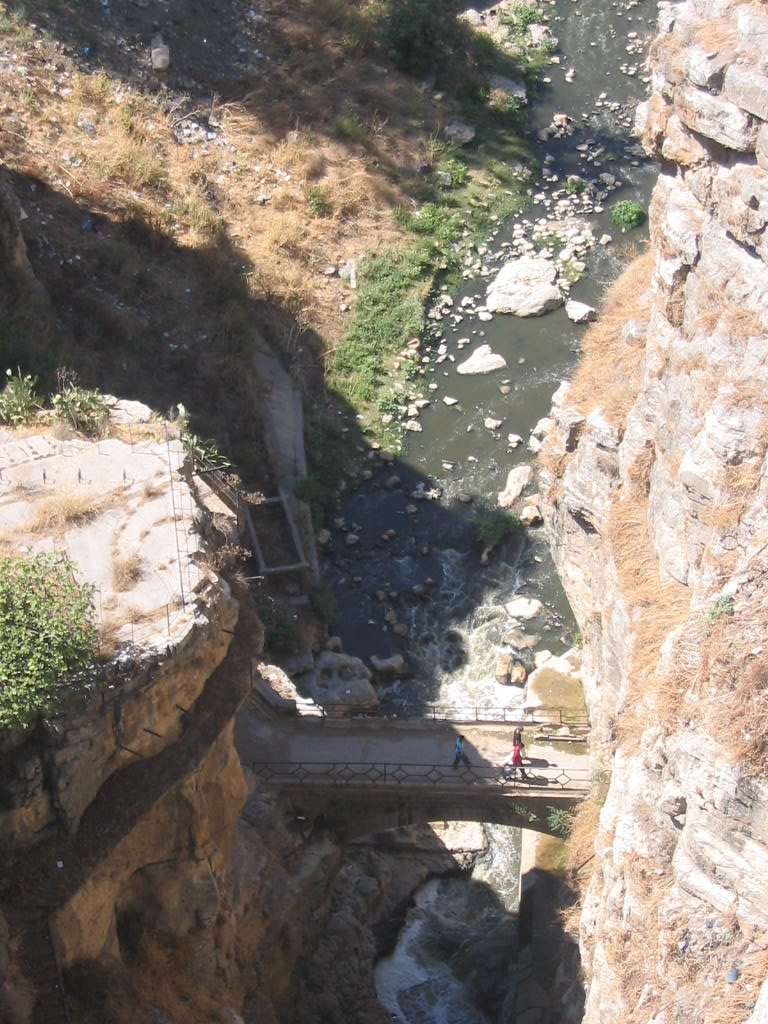
Le pont du diable de Constantine, Algérie.
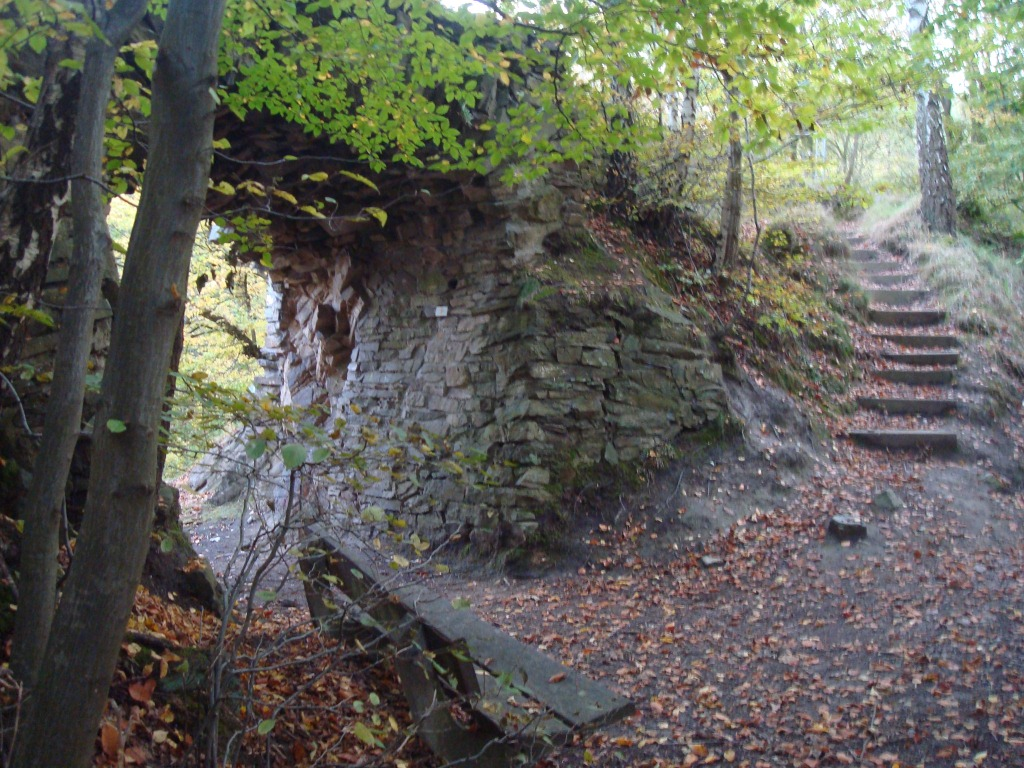
Le Pont du Diable de Chaudfontaine, Belgique.
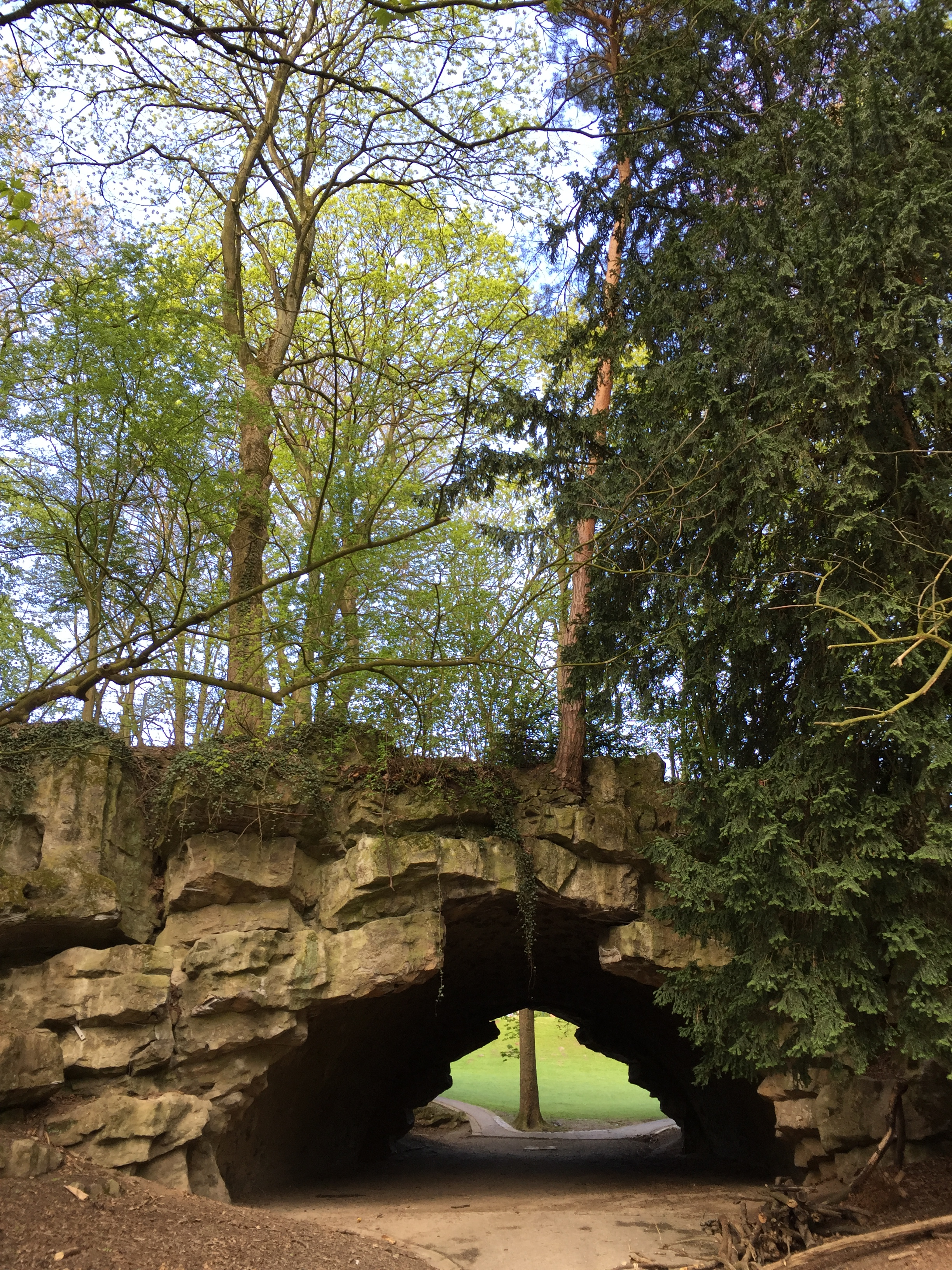
Le Pont du Diable du Parc de Woluwe, Belgique.
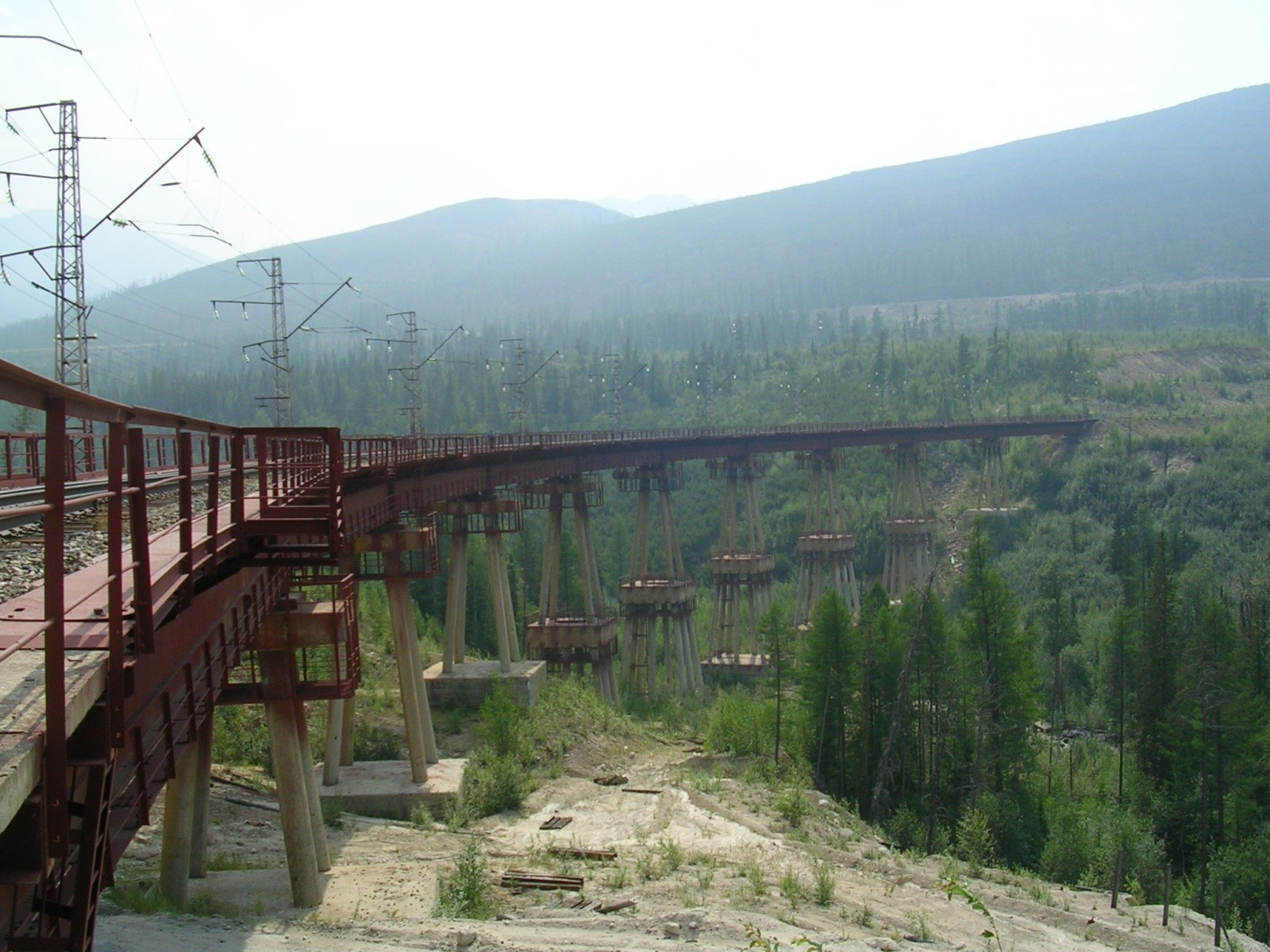
Le « Pont du Diable » (« Chortov Most »), Russie.